# Рудневы
Рудневы — дворянский род.
Восходит к началу XVI века Род Рудневых внесён в VI, II и I части родословных книг губерний: Рязанской, Тверской, Тульской и Псковской.
Есть ещё 14 родов Рудневых, позднейшего происхождения. Один из них — потомство Федота Руднева, (ум. 14.10.1753), из дворян Тульского уезда, лейб-компании гренадера, участника дворцовый переворот 1741 года. Высочайше подтверждённого в потомственном дворянском достоинстве Всероссийской Империи 31.12.1741 г. Жалован дипломом на дворянское достоинство 25.11.1751 г.

## Описание гербов

#### Герб. Часть XIX. № 18.
Герб Всеволода Руднева, отставного контр-адмирала: в червленом щите всплывающий из серебряной волнообразной оконечности золотой морской лев с червлёными глазами и языком, держащий в правой лапе серебряный с золотой рукоятью меч. В серебряной главе щита лазуревый Андреевский крест.
Щит увенчан дворянским коронованным шлемом. Нашлемник: пять страусовых перьев: на среднем червленом серебряный крест с широкими концами, крайние — червлёные, второе и четвёртое — золотые, Намёт: червлёный с золотом. Щитодержатели: два чёрных орла с червлёными глазами, золотыми клювами и лапами.

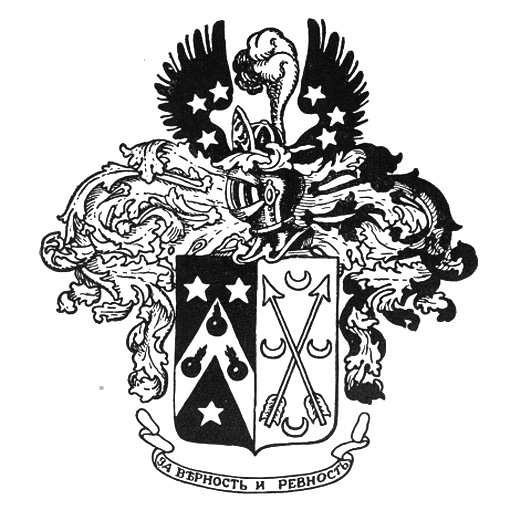

#### ДС. XII. стр. 52.
Герб лейб-компании гренадера Федота Руднева: на две части вдоль разделённый щит, у которого правая часть показывает в чёрном поле золотое стропило с наложенными на нём тремя горящими гранатами натурального цвету между тремя серебряными звездами, а в левом зелёном поле накрест две золотые стрелы остриями вверх, по сторонам по серебряному полумесяцу рогами вверх.
Над щитом несколько открытой к правой стороне обращённый стальной дворянский шлем, который украшает наложенная на него обыкновенная Лейб-компании гренадёрская шапка с червлёными и белыми страусовыми перьями и с двумя по обеим сторонам распростёртыми орловыми крылами чёрного цвета, на которых повторены три серебряные звезды. По сторонам щита опущен шлемовной Намёт: зелёного и чёрного цветов, подложенный справа серебром, слева золотом, с приложенною внизу щита подписью: «За верность и ревность».

## Известные представители
- Руднев Ждан - елецкий сын боярский, начальный человек, упоминается в "Синодике по убиенных во брани", документе второй половины XVII в., погиб в Литве в 1655 году, в период Русско-польской войны 1654—1667 годов, находясь на службе в полку боярина и воеводы Василия Петровича Шереметева.
- Руднев Картелий Григорьевич — умер в 1705 г., московский дворянин, в 1682-83 воевода в Добром, в начале 1700-х гг. воевода в Серпухове.
- Руднев Степан Леонтьевич — стряпчий (1692)[3].
- Руднев Даниил Владимирович — (1769—1831) — контр-адмирал.
- Руднев, Иван Григорьевич — (1820—1888) — вице-адмирал, градоначальник Севастополя.
- Руднев Всеволод Фёдорович — (1855—1913) — контр-адмирал, командир крейсера «Варяг».
- Руднев Дмитрий Дмитриевич — (1837-) — генерал-майор, участник Кавказских походов и Крымской войны.